# Таварыства Вольных Літаратараў
Тавары́ства Во́льных Літара́тараў (укр. Товариство Вільних Літераторів) — літературна спілка, заснована 8 травня 1993 року.
Складається переважно з письменників двох білоруських областей — Полоцької і Гродненської.
Головний координатор — Олесь Аркуш. Члени Ради — Юрій Гуменюк, Вінцесь Мудров, Ігор Сидорук, Юрась Поцюпа, Сергій Шидловський.
Видає альманах «Колосся».
Спілка організувала три міжнародні конференції. Заснувала видавничу спілку «Полоцька ляда».